# 達勒姆 (密蘇里州)
達勒姆（英語：Durham）是位於美國密蘇里州劉易斯縣的非建制地區。

## 歷史
達勒姆的郵局自1872年營運至今。

## 地理
達勒姆所處的海拔為高於海平面198米（即650英呎），而該地所採用的時區為UTC-6，即北美中部時區（CST）。同時該地設有夏令時間，為UTC-6調快一小時，即UTC-5（CDT）。